# Compañero
Compañero è un singolo del duo musicale italiano Righeira, pubblicato nel 1988.

## Tracce
7" – CGD 10808 (Italia)
- Lato A

1. Compañero – 3:45

- Lato B

1. Compañero (The Other Version) – 3:30

12" – CR 001 (Italia)
- Lato A

1. Compañero – 5:50

- Lato B

1. Compañero (Becappella Version) – 4:45

## Formazione
Righeira
- Johnson Righeira – voce
- Michael Righeira – voce

Produzione
- La Bionda – produzione

## Classifiche
| Classifica (1988) | Posizione massima |
| ----------------- | ----------------- |
| Italia            | 42                |